# Elinor Ostrom
Elinor Ostrom (ur. 7 sierpnia 1933 w Los Angeles, zm. 12 czerwca 2012 w Bloomington w stanie Indiana) – amerykańska ekonomistka specjalizująca się w ekonomii politycznej.
Była laureatką Nagrody Banku Szwecji im. Alfreda Nobla w dziedzinie ekonomii za rok 2009, wspólnie z Oliverem Williamsonem, w jej przypadku za „analizę ekonomicznych aspektów rządzenia, szczególnie przez wspólnoty”.
Wykładała na Indiana University Bloomington w Bloomington w stanie Indiana, gdzie otrzymała profesurę im. Arthura F. Bentleya (Professor of Political Science). Pracowała tam także jako Co-Director of the Workshop in Political Theory and Policy Analysis. Piastowała również stanowisko Founding Director of the Center for the Study of Institutional Diversity na Arizona State University w Tempe w stanie Arizona.

## Teoria dóbr wspólnych
Zagadnieniem, którym Ostrom zajmowała się przez większą część swojej kariery naukowej było zarządzanie dobrami wspólnej puli (ang. common-pool resources). W centrum jej zainteresowania stał pewien konkretny ich rodzaj, tzw. common-property resources (pol. dobra będące wspólną własnością), np. przybrzeżne populacje ryb bądź baseny wód gruntowych, które należy odróżniać od open-access resources (pol. dobra otwartego dostępu), których przykładem są np. populacje ryb w oceanach. Podsumowaniem pracy Ostrom w dziedzinie badań zarządzania dobrami wspólnymi jest jej książka Governinig the Commons: The Evolution of Institutions for Collective Actions z 1990 roku.
W swojej teorii Ostrom pozostaje wierna pluralizmowi metodologicznemu, czerpiąc jednak z teorii nowego instytucjonalizmu. Punktem wyjścia dla jej teorii jest obraz człowieka jako ograniczenie racjonalnego agenta ekonomicznego w sensie Herberta Simona. Na tej podstawie i opierając się o wyniki zarówno rozważań teoretycznych (np. współczesnej teorii gier), jak i badań empirycznych (zwłaszcza case studies), Ostrom opracowała 8 zasad/warunków, których spełnienie ułatwia zarządzanie dobrami wspólnymi bez zalecanych przez wcześniejsze teorie prywatyzacji bądź zarządzania centralnego (przez rząd/państwo):
1. Jasno zdefiniowane granice dobra wspólnego (umożliwiające wyłączenie z korzystania zewnętrznych aktorów).
2. Zasady regulujące korzystanie z dobra dopasowane do lokalnych warunków.
3. Możliwie demokratyczne procesy ustanawiania zasad zarządzania dobrem.
4. Monitorowanie/kontrola dotrzymywania zasad przez albo członków wspólnoty, albo zewnętrznych aktorów odpowiedzialnych wobec niej.
5. Stopniowe sankcje w razie złamania zasad (umożliwiające sporadyczne łamanie jako reakcję na nieprzewidziane krytyczne sytuacje, np. suszę w przypadku zarządzanych wspólnie systemów irygacyjnych).
6. Mechanizmy do rozwiązywania konfliktów wykazujące się niskimi kosztami i efektywnością.
7. Akceptacja instytucji wspólnego zarządzania dobrem przez instytucje zewnętrzne, np. rząd.
8. W przypadku większych skalowo dóbr wspólnych (np. dużych basenów wód gruntowych) istnienie wielopoziomowych instytucji (ang. nested enterprises).

Tym samym teoria sformułowana przez Ostrom stanowi poszerzenie dotychczas istniejącego korpusu teoretycznego (złożonego przede wszystkich z tragedii wspólnego pastwiska Garretta Hardina i teorii dóbr wspólnych Mancura Olsona), ograniczającego rekomendacje do prywatyzacji bądź upaństwowienia jako jedynych strategii zarządzania dobrami wspólnymi, przez wskazanie na możliwość zarządzania tymi dobrami przez lokalne wspólnoty przy użyciu własnych rozwiązań instytucjonalnych.